# Киликија
У антици, Киликија (лат. Cilicia) је била област, повремено и политичка јединица, која се налазила на југоистчном делу Мале Азије, у данашњој Турској, северно од Кипра.
Главни град провинције је био Тарс (тур. Tarsus).

## Географија
Киликија се налазила на граници Мале Азије са Сиријом. Северно од Киликије се налази планина Таур. Епонимни оснивач Киликије био је Киликс, легендарни оснивач династије који је владао том облашћу. 
Киликија Трахија („кршевита Киликија”; грч. Κιλικία Τραχεία), је планински део ове области, недалеко од Таура. Прилично је стеновита, али приморски део има добре луке, које су у античко време биле прибежиште гусара. У античко време кршевита Киликија је била добро пошумљена
Киликија Педија („равна Киликија”; грч. Κιλικία Πεδιάς) је источнији део Киликије и обухвата велику приморску равницу са плодном земљом, погодном за узгој памука, маслина и поморанџи.

## Рана историја
Киликија је била насељена још од неолита. Киликијци се први пут појављују у текстовима као Khilikku у асирским натписима, почетком 1. миленијума п. н. е. Изгледа да Хетити нису успоставили своју власт над Киликијом. 
Током превласти Персије, Киликијом је владала локална династија, која је била формално укључена у четврта сатрапију. У време Ксенофонта у Киликији је била на власти једна краљица, што је можда остатак матрилинеарног друштва.

## Хеленистичка и римска Киликија
После смрти Александра Великог, Киликија је једно време била под контролом Лагида, а затим под управом Селеукида. 
Кршевита Киликија постала је прибежиште пирата, што је зауставио Помпеј 67. п. н. е. Вероватно је тек тада овај део Киликије постао део римске провинције Киликије. 
Равничарска Киликија постала је римска провинција око 100. п. н. е. Помпеј јој је проширио границе. Октавијан Август је спојио провинције Сирију и Киликију. У време Царства, Сиријом и Киликијом је управљао проконзул. 
У 7. веку, Арапи су освојили Киликију, а Византија је успела да поврати ову област тек 965. у време цара Нићифора Фоке.

## Јерменско краљевство
Током Крсташких ратова Киликија, тада Јерменско краљевство била је важна држава. 
Ово хришћанско, прецизније монофизитско, краљевство, окружено муслиманским државама, било је непријатељско према Византији, и подржавало је крсташе. 
Константин I Јерменски (1095—1100. године) помогао је крсташима да стигну до Антиохије. Његову политику непријатељства према Византији и муслиманским државама наставили су и његови наследници. Лав II Јерменски (владао 1187—1219. године) проширио је своје краљевство преко Таура. И он је помагао крсташима и био је ожењен једном крсташком принцезом са Кипра.
Јерменија је пала под власт египатских Мамелука 1375. године и то након што је држава била ослабљена настојањем једног крсташког принца који је постао јерменски краљ да земљу преобрати у католицизам. 
Кршевита Киликија је пала у руке Турака у 15. веку, док је Равничарска Киликија остала независна све до почетка 16. века.

## Отоманска и ататурска Киликија
Јерменско становништво Киликије је практично истребљено из ове области током Јерменског геноцида. 1. јануара 1919. Киликију су окупирали Французи. Киликија је у стварности поново препуштена Турској 1921. године. 
Четири модерне турске провинције чине данас територију Киликије.

## Традиционална Киликија
Грчка традиција такође помиње неку Киликију, малу област североисточно од Троаде, у северозападној Малој Азији. Тешко је наћи везу између ове Киликије и велике Киликије на југу Мале Азије. Тројанску Киликију помиње Хомер у Илијади, као и Страбон. 